# Sagittariusarm

Geobserveerde (doorgetrokken lijnen) en geëxtrapoleerde (stippellijnen) weergave van de spiraalarmen van de Melkweg

De Sagittariusarm (of Sagittarius-Carina-arm) is een van de vier grote spiraalarmen van het Melkwegstelsel. De Sagittariusarm is genoemd naar het sterrenbeeld Sagittarius dat vanaf de Aarde gezien aan de nachtelijke hemel in de nabijheid van deze arm staat. De Sagittariusarm bevindt zich tussen de Perseusarm en de Orionarm aan de ene en de Centaurusarm aan de andere kant. De Melkweg heeft in totaal vier grote en minimaal twee kleinere armen.
De Sagittariusarm is opgebouwd uit twee delen. Het eerste gedeelte spiraalt naar buiten vanuit de Centralebalk en wordt ook wel de Sagittariusbalk genoemd. Verder naar buiten wordt de arm ook wel de Carina-arm genoemd.

## Messier objecten
In de Sagittariusarm zijn een aantal verschillende Messierobjecten te vinden:
- de Lagunenevel (M8)
- de Wilde eendcluster (M11)
- de Adelaarsnevel (M16)
- de Omeganevel (M17)
- Messier 18
- de Trifidnevel (M20)
- Messier 21
- Messier 24
- Messier 26
- Messier 55

Centaurusarm · Cygnusarm · Orionarm · Perseusarm · Sagittariusarm